# 1896年夏季奥林匹克运动会
第一届夏季奥林匹克运动会（英語：the Games of the I Olympiad，Therinoí Olympiakoí Agó̱nes 1896），即1896年夏季奥林匹克运动会，一般稱為1896雅典奧運，是第一届现代奥林匹克运动会，是自羅馬帝國皇帝狄奧多西一世在公元393年废除古代奥运会以后的第一届奥林匹克运动会。由於希臘為奧林匹克的誕生地，因此該届奥运会于1896年4月6日至1896年4月15日在希腊王國首都雅典举行。
1894年6月23日，在法國歷史學者皮埃尔·德·顾拜旦的倡导下，国际奥林匹克委员会在巴黎创立，并确定希腊首都雅典承办第一届现代奥林匹克运动会。当时希腊并没有太多的举办此类运动会的经验，且一度遇上财政困难，但组委会还是按时做好了各项准备工作，因此這次運動會基本上被認為相當成功。尽管当时的运动员水平无法同今日相比，但在当时举办如此大规模的国际性体育赛事却是人类有史以来的第一次。此次奧運在帕那辛納克體育場舉辦，是唯一在1900年前使用的奧林匹克體育場，當時湧進了相當多的人潮。奧運會結束後，顧拜旦與國際奧委會得到了希臘國王乔治一世的建議，希望繼續在雅典舉辦之後的奧運會。然而1900年夏季奧運會已經確定在法國巴黎舉行，直到108年後的2004年夏季奧運會，奧運會才返回希臘。

## 举办城市

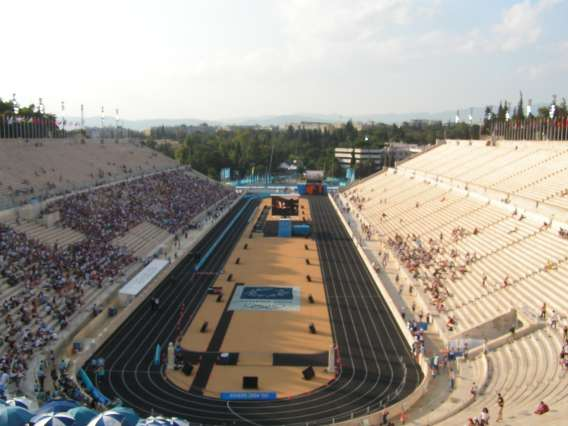
今天的帕那辛纳克体育场，始建于公元前4世纪。2004年雅典奥运会其间曾一度使用过该体育场。

19世纪时，几个欧洲国家曾各自举办过冠以各种名称的小型体育盛会。顾拜旦也有重兴奥运会的愿望，但他打算把现代奥运会变成拥有多项体育赛事的国际性运动会。1894年在巴黎索邦神学院（今巴黎大学）举行的第一届国际奥委会会议上，他向参加会议的11个国家的体育界代表提出了这一想法。
顾拜旦的建议曾一度被计划等到1900年巴黎世界博览会时再做决定。但考虑到6年的等待会降低人们对奥运会的兴趣，最后国际奥委会决定在1896年举办第一届现代奥运会。当时曾有几位奥委会成员暗示由伦敦担当举办城市，但经过和希腊奥委会成员的短暂商讨之后，和顾拜旦提议由希腊的雅典担当首届奥运会的举办地。由于希腊是奥林匹克的发源地，于是这一建议得到了奥委会成员们的一致认可，同時希臘人澤麥特里烏斯·維凱拉斯也在此会议上当选为第一任国际奥委会主席。
顾拜旦认为真正的现代奥林匹克运动发源地是马奇文洛克（Much Wenlock），一个位于英国什罗普郡的乡村集市。1850年由一个当地医生威廉·彭尼·布鲁克斯（William Penny Brooks）创办了文洛克奥林匹克运动会（Much Wenlock Olympic Games），人们在运动会上进行了板球、足球、掷圈环（一种掷环套柱游戏）等其它比赛。

### 赛前组织
奥运会即将重回希腊的消息很快被希腊公众和各种媒体所接受。但当时希腊政府正处在财政危机，政治上也并不稳定，处理内政事务的首相一职更是频繁更换。希腊在1894年底成立了奥运组委会，负责人是艾蒂安·斯库劳蒂斯，他在一份报告上称举办奥运会的实际花费将会是顾拜旦事先估计的三倍，并断定奥运会不得不因此而取消，事后他递交了辞呈。
希臘的康斯坦丁王子（即後來的國王康斯坦丁一世）對於舉辦奥运会非常熱心，他决定重建组委会，由他本人亲自出任主席。他对奥运会的热衷和努力使得希腊公众自发的进行了捐款活动，捐款数额达到了330,000德拉克马（约合980欧元），加上发行纪念邮票的收入共有400,000德拉克马，另外还有200,000德拉克马的门票收入。在康斯坦丁王子的请求下，希腊富商乔治·阿维洛夫支付了修缮帕那辛纳克体育场的所有费用，共计920,000德拉克马。为了表彰他的慷慨解囊，人们在体育场外树立了一座他的雕像，并于1896年4月5日举行了揭幕仪式。
希腊组委会在奥运会筹办方面的经验有限，大部分的赛前准备工作诸如制定比赛规则和邀请运动员等工作都是由顾拜旦来负责的。有些运动员能够参加本届奥运会只是因为他们在比赛期间正在雅典度假或工作（例如，有几名来自英国的运动员是英国驻雅典大使馆的工作人员）。另外，真正意义上的奥运村是在1932年奥运会时才出现的，在这之前的奥运会参赛选手不得不自行解决住宿问题。

## 焦点
- 不同国家运动员可以组成一个队。（详见：混合国家）
- 首屆奧運會冠軍沒有金牌，第一名得到一張獎狀、一枚銀牌和一個橄欖花環，第二名得到一張獎狀、一枚銅牌和一個月桂花環，第三名一枚銅牌。

## 参赛国家及地区

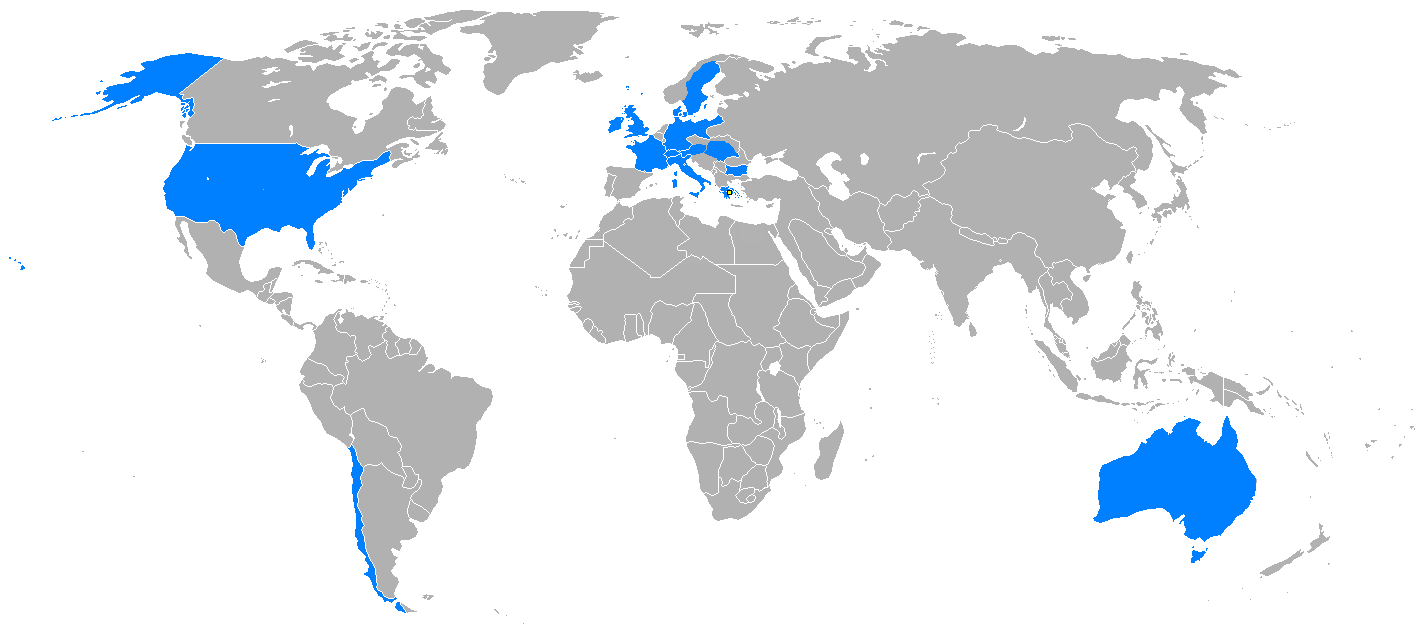
参赛国家及地区分布

尽管许多文字资料都将1896年奥运会上的运动员成绩以国家为单位进行排名，但实际上，国家队的概念在1928年之前还并未被奥委会所重视和接受。普遍存在的争议是究竟有多少个国家参加了本届奥运会，国际奥委会的数据显示是14个国家，但并没有列出各国的名称。以下是根据国际奥委会的各种数据统计得出的最有可能的14个“参赛国家”。也有一些资料显示是12个国家，不包括智利和保加利亚；另有说法是13国，只将意大利排除在外。埃及有时也被当作参赛国之一，因为一位名叫狄奥尼西沃斯·卡斯达格利斯（Dionysios Kasdaglis）的运动员是希腊籍埃及人，并住在埃及。
- （1） － 澳大利亞在當時仍然屬於大英帝國領地，然而特迪·弗拉克是奧運會唯一一位認為自己代表澳大利亞參賽的澳大利亞人。
- 奥地利（3） － 奧地利在當時是奧匈帝國的一部分，賽事中奧地利運動員單獨代表奧地利參賽，而非代表整個奧匈帝國。
- 保加利亚（1） － 保加利亞奧委會聲稱體操運動員查爾斯·尚波是代表保加利亞參賽，但查爾斯·尚波其實是居住於保加利亞的瑞士人。
- 智利（1） － 智利奧委會聲稱有一位名叫路易斯·蘇伯卡索的運動員參加賽事，並且參加100米、200米及400米田徑比賽，但官方賽後報告並沒有提及有這位運動員參賽過。
- 丹麦（3）
- 法国（13）
- 英国（10）
- 德国（19）
- 匈牙利（7） － 匈牙利在當時是奧匈帝國的一部分，賽事中匈牙利運動員單獨代表匈牙利出賽，而非代表整個奧匈帝國。
- 意大利（1） - 馬拉松運動員卡洛·艾羅迪由於在之前比賽獲得過獎金而被奧林匹克委員會認為他是職業運動員，從而取消參加奧運會資格。然而另一名意大利人里瓦贝拉（Rivabella）则完成了他在射击项目中的比赛。
- 瑞典（1） - 當時瑞典-挪威联盟只有瑞典派出運動員參賽，挪威則沒有派出任何選手。
- 瑞士（3） -
- 美国（14）
- 混合 - 由於网球雙打比賽可以允許不同國家的運動員組隊參加，國際奧委會稱這些隊伍歸入混合代表隊。
- 希腊（169） - 希臘的比赛成绩包括了塞浦路斯和士麥那（今属土耳其）籍运动员的成绩，埃及人卡斯达格利斯的比赛成绩有时也算归希臘。
- 比利时  俄罗斯帝国  智利 － 報名參赛但中途退出的國家－有几名来自比利時和俄羅斯的运动员也參加了本屆奧運會，但都中途退出。关于智利人是否也參加了本屆奧運會的问题则一直存在争议。
- 中國 － 據悉當時承辦奧運的希臘當局曾向中國發出參賽邀請，但傳出因清政府慈禧太后反對而回絕希臘的邀請。[2]

## 开幕典禮

开幕仪式在希腊雅典的帕那辛纳克体育场举行

1896年4月6日，第一届现代奥林匹克运动会开幕。这一天是西方復活節后的第一个星期一，也是希腊独立75周年的纪念日。开幕式当日帕那辛纳克体育场座无虚席，共有约80000名观众来到现场，其中包括希腊国王乔治一世和他的妻子奥尔加以及他们的儿子。另外，泽麦特里乌斯·维凯拉斯、顾拜旦等国际奥委会官员亦出席了开幕式。参赛的运动员们以国家为单位，组队排列在操场上。下午3时，在奥运组委会主席发表完讲演之后，希腊国王乔治一世宣读了开幕词：
|  | 我宣布第一届雅典国际奥林匹克运动会开幕。国家万岁，希腊人民万岁。 |

之后，现场150名歌手在乐队伴奏下演唱了一首圣歌，1958年国际奥委会将它定为奥林匹克圣歌，圣歌作曲者是希腊人史拜洛斯·薩馬拉斯（Spyros Samaras），词作者为诗人科斯提斯·帕拉馬斯（Kostis Palamas）。现代奥运会开幕式的形式都是以此为框架，由国家元首宣布奥运会开幕，随后演唱奥林匹克圣歌。后来，运动员入场式，奥运圣火和奥运宣誓陆续的加入到开幕仪式当中。

## 比赛项目

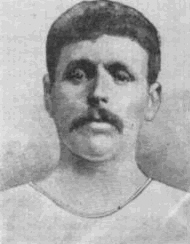
在马拉松比赛中夺冠的希腊人斯皮里宗·路易斯

原计划的赛艇比赛由于比赛当日刮大风而被迫取消。另外，帆船比赛亦被取消，原因是“没有合适的帆船用于比赛，也没有任何主辦國以外的国家有参赛的意愿”。

### 田径
田径是本届奥运会中参赛国家和地区最多的一个项目。而第一次被列入现代奥运会的马拉松长跑则是田径项目中最引人注目的比赛。斯皮里宗·路易斯是一名普通的送水工，他在马拉松项目中夺冠，这也是希腊在本届奥运会田径比赛中唯一的冠军。路易斯此后被视作希腊的英雄。美国人罗伯特·加勒特（Robert Garrett）是普林斯顿大学的一名学生，他在田径比赛中赢得了两个冠军（铁饼、铅球）和两个亚军（跳高、跳远）。

### 自行车

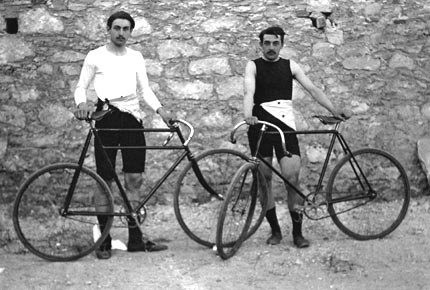
法国人保罗·马森（右）和里昂·弗拉蒙共夺得四个奥运会冠军

场地自行车赛在新建的Neo Phaliron室内赛车场举行。另有一项公路赛，路线是从雅典行至马拉松并返回（约87公里）。法国人保羅·馬松（Paul Masson）在场地赛中发挥出色，获得了单圈计时，竞速和10公里比赛的三个冠军。在100公里比赛中，马森为他的同胞莱昂·弗拉芒（Léon Flameng）领跑，弗拉蒙最后获得了此项目的冠军，尽管他在比赛时跌倒一次，并一度停下来等待他的希腊对手科列蒂斯（Kolettis）修理自行车。只有两人完成了12小时的计程赛，奥地利人阿道夫·施马尔（Adolf Schmal）获得了冠军，另一名英国选手弗兰克·基平（Frank Keeping）获得第二名也是最后一名。公路赛的冠军被希腊人阿里斯提蒂斯·康斯坦丁尼迪斯（Aristidis Konstantinidis）获得。

### 击剑
击剑比赛在扎帕斯（Zappeion）宫举行，场馆名称来自希腊人埃万杰洛斯·扎帕斯（Evangelos Zappas）的名字，他本人曾于1859年在雅典组织召开了第一届泛希腊奥林匹克运动会。不同于其它项目的是，专业击剑选手被允许参加比赛。而不同于专业击剑选手的是，参加比赛的所谓“专业选手”们都认为击剑是一项绅士运动，因此他们在比赛时只发挥出了“业务水平”。
击剑比赛原计划分为四个项目，但重剑比赛被临时取消。法国人欧仁-亨利·格拉沃洛特（Eugène-Henri Gravelotte）在业余花剑比赛中获胜。佩剑和职业花剑比赛的冠军被希腊击剑师们夺得，其中列奧尼達斯·皮爾戈斯（Leonidas Pyrgos）的职业花剑冠军也是希腊第一个现代奥运会冠军。

### 体操

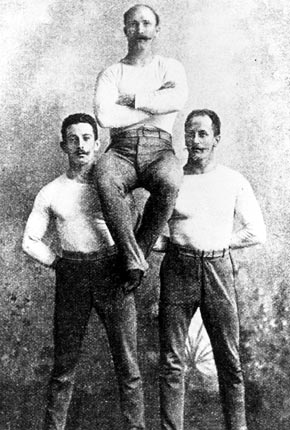
德国的三位体操单项冠军：舒曼、弗拉托夫、魏因加特纳

体操比赛被安排在帕那辛纳克体育场的露天操场上举行。德国派出了由11人组成的体操队，他们一共获得了8个项目中的5个冠军，包括男子单、双杠的两个团体冠军。赫尔曼·魏因加特纳（Hermann Weingärtner）获单杠冠军，以及另外两个项目亚军和一个季军。阿尔弗雷德·弗拉托（Alfred Flatow）在双杠比赛中胜出。卡尔·舒曼（Carl Schuhmann）夺得跳马比赛的冠军，除此之外他还在摔跤比赛中夺冠。此外，来自瑞士的体操选手路易斯·朱特夺得了鞍马的冠军。希腊人扬尼斯·米特罗普洛斯（Ioannis Mitropoulos）和尼古劳斯·安德里亚科普洛斯（Nikolaos Andriakopoulos）分另在吊环和攀绳比赛中夺冠。

### 射击
首届奥运会的射击比赛在卡里地亚进行，射击比赛包括了三个手枪项目和两个步枪项目。首先进行的是200米军用步枪竞赛，希腊人卡拉塞夫达斯（Pantelis Karasevdas）赢得冠军，他也是唯一将所有子弹都打在了靶上的选手。接下来是25米军用手枪赛，参赛选手中有一对美国兄弟萨姆纳·佩因（Sumner Paine）和约翰·佩恩（John Paine）发挥出色，后者夺得本项目冠军，其兄获亚军。为了避免使主办方难堪，他们决定只选一人参加接下来的自选手枪比赛，结果哥哥萨姆纳·佩恩在比赛中夺冠。兄弟二人也因此成为首对有亲属关系的奥运会冠军。此后，佩恩兄弟俩因枪管口径不符合要求而退出了接下来的手枪速射比赛。由于他们的缺席，希腊选手揚尼斯·弗朗古迪斯（Ioannis Phrangoudis）获得此项目的第一名，并在同一天举行的自选步枪比赛中获亚军。但是由于比赛当晚光线太暗，余下的参赛者只能改在第二天早上继续比赛，而此时希腊人吉奥吉欧斯·奥尔法尼迪斯（Georgios Orphanidis）已经在庆祝夺冠了。

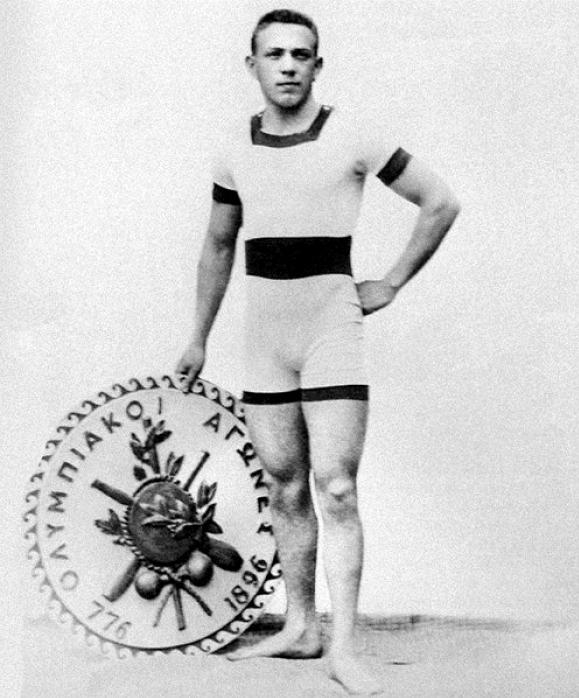
首位奥运会游泳冠军，匈牙利人阿尔弗雷德·哈约什

### 游泳
不同于当代的奥运会游泳比赛，第一届夏季奥运会的游泳比赛是在比雷埃夫斯海岸附近，日尔湾的海面上举行的。有近20000名观众被事先通知要去观看比赛。
游泳的所有4个项目都是在4月11日举行的。对于来自匈牙利的豪约什·奥尔弗雷德（Alfréd Hajós）而言，这意味着他只能参加其中的两个项目，因为每个项目之间的休息时间都非常的短。然而他最终还是获得了100米和1200米自由泳的冠军。 
游泳比赛的第三项是500米的自由泳，来自英属澳大利亚的保罗·纽曼（Paul Neumann）最终以领先第二名近1分半的差距夺冠。除此之外，还有一场为海军水手安排的100米自由泳比赛。希腊皇家海军的约安尼斯·马洛金尼斯（Ioannis Malokinis）最终胜出。

### 网球
尽管网球在19世纪末就已经是一项很主流的运动，但并没有高水平的选手出现在雅典的奥运会上。网球比赛被安排在属于雅典宫廷的草地网球俱乐部中进行，另有几场比赛是在自行车赛场中央的空地上举行。
爱尔兰人约翰·博兰（John Pius Boland）当时正在雅典度假，他通过朋友介绍参加了奥运会的网球比赛，并轻松夺冠。在首轮比赛结束时，他战胜了曾在田径800米比赛中被淘汰的德国人弗里德里希·特劳恩（Friedrich Traun）。之后，二人决定组成一组进行接下来的网球双打比赛。在双打决赛中，他们在先失一局的情况下最终击败对手夺冠。

### 举重

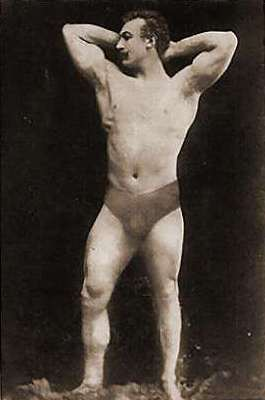
苏格兰人埃利奥特在单手举重项目中获得冠军

1896年时举重还并不是一种十分流行的运动，比赛的规则也同今天有很大不同。本届奥运会的举重比赛是在露天体育场的空地上举行的，且参赛运动员不受体重限制。第一项是双手举，比赛方式同今天的挺举很相似。有两名运动员在此项目中表现出色，他们是苏格兰人朗塞斯顿·埃利奥特（Launceston Elliot）和来自丹麦的維高·贊臣（Viggo Jensen）。在最后一次试举中他们分别举起了相同的重量。但是以乔治王子为首的裁判团认为詹森的举重方法更“好”一些，英国代表团对此表示了不满和抗议。在随后的附加赛中，双方都没能提升各自的成绩，最后詹森被判获胜。接下来的是单手抓举比赛，由于詹森在双手举最后一次试举过程中受轻伤，埃利奥特最终轻松夺冠。另外，埃利奥特的身材受到希腊女性观众的大加赞赏，他甚至在赛后收到一封署名为“上流社会女人”的求婚信。

### 摔跤

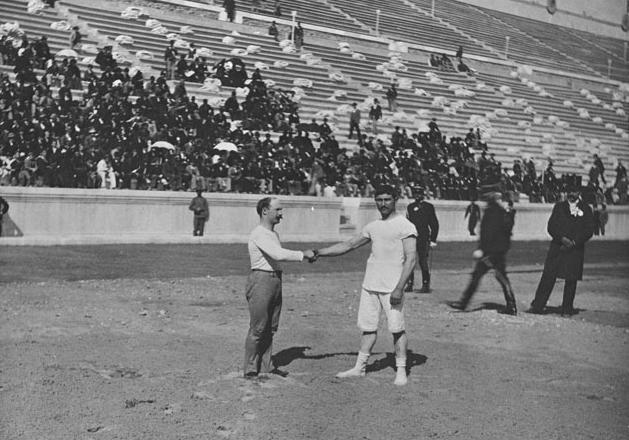
舒曼（左）和齐塔斯在摔跤决赛前的握手

同举重一样，本届奥运会的摔跤比赛也没有体重（公斤级）限制，参赛者的体重各不相同。比赛地点也是在帕那辛納克體育場的空地上。比赛规则同今天的古典式摔跤类似，但不允许腿上动作且一回合中没有时间限制。除了两名希腊选手外，所有参加摔跤比赛的运动员都曾参加过其它的比赛项目。预赛的最后一场是举重冠军朗塞斯顿·埃利奥特对体操冠军德国人卡尔·舒曼，后者很轻松的战胜对手顺利晋级决赛。决赛中舒曼的对手是希腊人喬治·齊塔斯（Georgios Tsitas），决赛在进行了40分钟后因为天黑而被迫中止。次日，舒曼在不到15分钟的回合内战胜了对手齐塔斯最终夺冠。

## 比賽場地

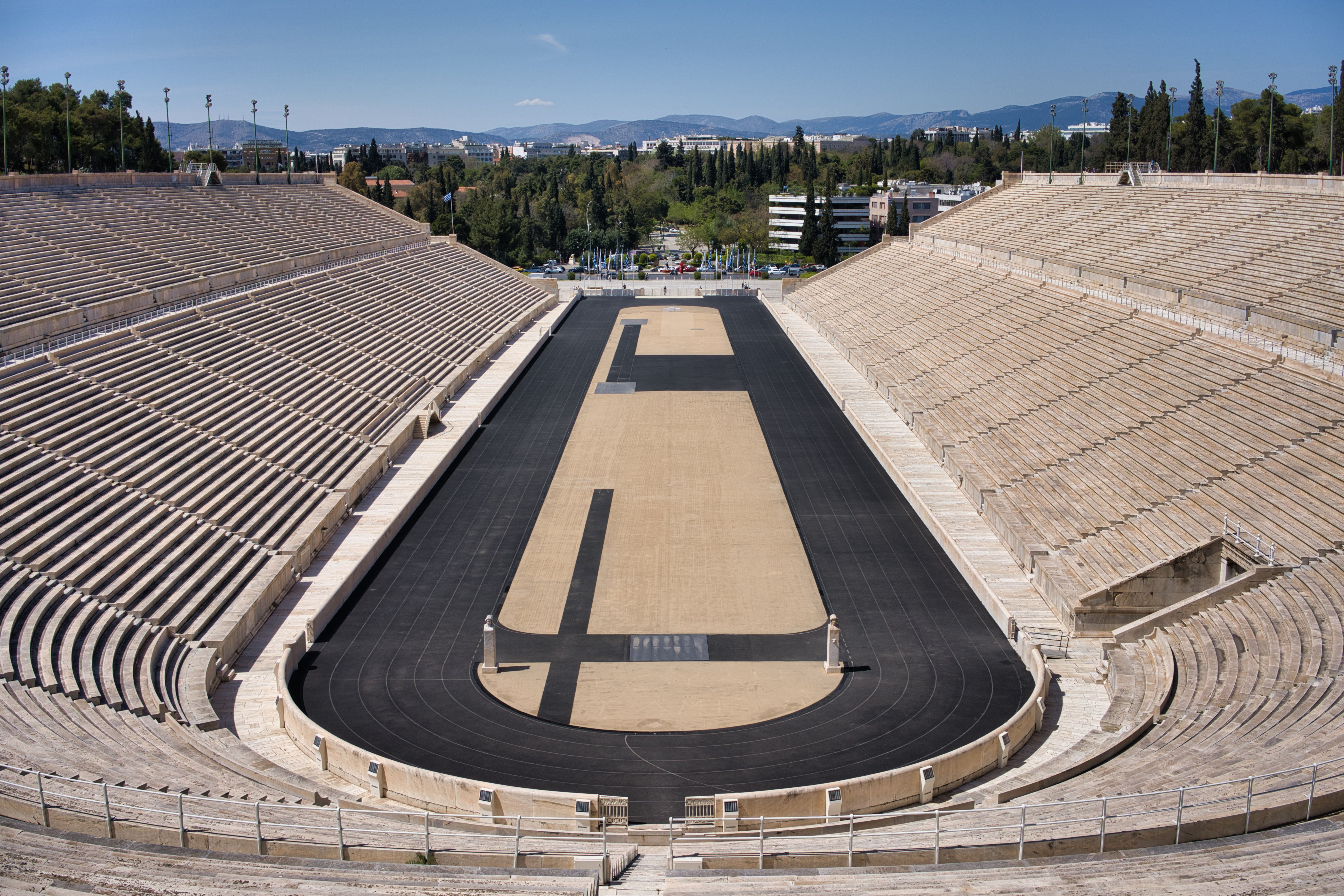
帕那辛納克體育場

雅典奧運會期間共在七處比賽場館舉行了各項比賽，當中帕那辛納克體育場作為主賽場，並且舉辦九項比賽項目中的四項比賽（體操、射箭、舉重及摔跤），亦是田徑比賽的馬拉松終點。马拉松市作為
馬拉松比賽的起點及個人公路賽的折返點。齊亞灣作為游泳比賽舉辦場地；扎皮翁宫作為劍擊比賽舉辦場地；卡利塞亚作為射擊比賽舉辦場地；雅典草地網球俱樂部作為網球比賽舉辦場地。
齊亞灣位於雅典市的一個碼頭，賽會選址為游泳比賽舉辦場地，原因是避免花錢建造游泳場館。
1896年雅典奧運會中有四個場館翻新興建用作2004年雅典奧運會使用。1964年新法利隆自行車場改建為卡雷斯卡基斯体育场主辦足球比賽；帕那辛納克體育場於2004年奧運會作為射箭比賽舉辦場地，也是田徑馬拉松比賽的終點。马拉松市繼1896年後再次成為馬拉松比賽的起點，扎皮翁宫於1998年至1999年，作為2004年奥运会组委会；2004年奥运会期间又用作新闻中心。 
| 場館               | 主辦競技項目                       | 來源   |
| ------------------ | ---------------------------------- | ------ |
| 雅典草地網球俱樂部 | 网球                               | [ 12 ] |
| 齊亞灣             | 游泳                               | [ 13 ] |
| 卡利塞亚           | 射击                               | [ 14 ] |
| 马拉松市           | 田径 (馬拉松), 自行车 (個人公路賽) | [ 15 ] |
| 新法利隆自行車場   | 自行车（場地賽）                   | [ 16 ] |
| 帕那辛納克體育場   | 田径，体操，举重及摔跤             | [ 17 ] |
| 扎皮翁宫           | 击剑                               | [ 18 ] |

## 赛程
| ● | 開幕儀式 | ● | 比賽 | ● | 決賽 | ● | 閉幕儀式 |

| 4月    | 6日 | 7日 | 8日 | 9日 | 10日 | 11日 | 12日 | 13日 | 14日 | 15日 |
| ------ | --- | --- | --- | --- | ---- | ---- | ---- | ---- | ---- | ---- |
| 典礼   | ●   |     |     |     |      |      |      |      |      | ●    |
| 田径   | ●   | ●   |     | ●   | ●    |      |      |      |      |      |
| 自行车 |     |     | ●   |     |      | ●    | ●    | ●    |      |      |
| 击剑   |     | ●   |     | ●   |      |      |      |      |      |      |
| 体操   |     |     |     | ●   | ●    |      |      |      |      |      |
| 射击   |     |     | ●   | ●   | ●    | ●    | ●    |      |      |      |
| 游泳   |     |     |     |     |      | ●    |      |      |      |      |
| 网球   |     |     | ●   | ●   |      | ●    |      |      |      |      |
| 举重   |     | ●   |     |     |      |      |      |      |      |      |
| 摔跤   |     |     |     |     | ●    | ●    |      |      |      |      |
| 4月    | 6日 | 7日 | 8日 | 9日 | 10日 | 11日 | 12日 | 13日 | 14日 | 15日 |

## 獎牌榜
近代奥运会期间，都会有专门用于统计各国代表团奖牌成绩的所谓奖牌榜。不过这并不适用于1896年的首届奥运会。为了与以后的奥运会奖牌成绩有所对照，曾出现过很多对于首届奥运会奖牌的统计数据，这些数据并不都一定準确。
需要注意的是：首先，本届奥运会并没有金牌。另外，以国家为单位的奥运代表团刚刚出现。除了希腊和匈牙利，更多的运动员仅是代表他们所在的俱乐部或本人。此外，在当时并不是所有下列国家都实际存在。例如当时的澳大利亚还没有从大英帝国独立出去，而奥地利和匈牙利都同属于奥匈帝国。以下是国际奥林匹克委员会对第一届夏季奥运会奖牌的官方统计。

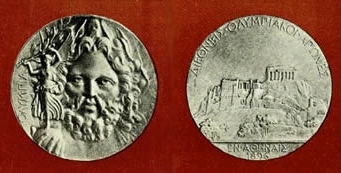
第一届夏季奥运会的奖牌

  *   主办国家/地区（希腊）
| 排名                      | 国家 / 地区               | 金牌 | 銀牌 | 銅牌 | 总计 |
| ------------------------- | ------------------------- | ---- | ---- | ---- | ---- |
| 1                         | 美国（USA）               | 11   | 7    | 2    | 20   |
| 2                         | 希腊（GRE）*              | 10   | 17   | 19   | 46   |
| 3                         | 德国（GER）               | 6    | 5    | 2    | 13   |
| 4                         | 法国（FRA）               | 5    | 4    | 2    | 11   |
| 5                         | 英国（GBR）               | 2    | 3    | 2    | 7    |
| 6                         | 匈牙利（HUN）             | 2    | 1    | 3    | 6    |
| 7                         | 奥地利（AUT）             | 2    | 1    | 2    | 5    |
| 8                         | （AUS）                   | 2    | 0    | 0    | 2    |
| 9                         | 丹麦（DEN）               | 1    | 2    | 3    | 6    |
| 10                        | 瑞士（SUI）               | 1    | 2    | 0    | 3    |
| 11                        | 混合（ZZX）               | 1    | 1    | 1    | 3    |
| 总计（共11个国家 / 地区） | 总计（共11个国家 / 地区） | 43   | 43   | 36   | 122  |

## 闭幕式
在4月15日星期三的早上，希臘國王喬治一世舉辦了一場宴會，邀請了官員和運動員們參加（雖然有些競賽還沒完結）。在其談話之中，他表示应该让雅典成为以后奧林匹克運動會固定的举办城市。
官方正式的閉幕仪式因為星期二下雨而延期至次日星期三舉行。皇室成员亦參加了闭幕典禮，体育场上奏起希臘國歌并演奏了由英國運動員及學者乔治·S·罗伯逊（George S. Robertson）所作的一首颂词。
接下来由希腊國王頒發獎牌給获勝者們。所不同的是，当时的冠军得到一枚銀牌，而亚军得到一枚銅牌。某些優勝者亦會得到額外的獎勵，如斯皮里宗·路易斯即得到由米歇尔·布雷亚尔（Michel Bréal）额外贈送的一座獎杯。布莱尔是顾拜旦的朋友，他也是馬拉松运动的发起人。当奥林匹克圣歌再次演奏时，路易斯带领着获奖运动员们绕场一周。随后希腊國王正式宣布奥运会闭幕：
|  | 我宣布第一届國際奧林匹克運動會闭幕！ |

同希腊国王的想法一样，许多支持者也都希望继续由雅典来举行第二届夏季奥运会。许多美国运动员以写联名信的方式向希腊王子表达了这一愿望。而顾拜旦则对此表示强烈反对，他认为奥运会举办权的轮流制是现代奥林匹克运动的基础之一。依照他的意願，第二屆奥运会将在巴黎舉行，届时巴黎也将承举1900年的世博會。

## 其它报道
女性被禁止参加1896年夏季奥运会。作为抗议，一位名叫斯坦玛塔·拉维瑟（Stamata Revithi）的希腊女子在男子马拉松比赛结束的第二天沿相同的路线跑完了全程。

### 引用
1. ↑  Young 1996，第153頁.
2. ↑  张 & 王 2007，第8頁.
3. ↑  Coubertin–Philemon–Politis–Anninos (1897), 93–94
4. ↑  . World Port Source.   [2023-02-09]. （原始内容存档于2019-01-10）.
5. ↑  Lennartz, Karl; Wassong, Stephen. . John E. Findling, Kimberly D. Pelle  (编). . Greenwood Publishing Group. 2004. ISBN 0-313-32278-3. OCLC 52418065.. p. 23.
6. ↑  . stadia.gr.   [2023-02-09]. （原始内容存档于2009-01-30）.
7. ↑   (PDF). digital.la84.org: 324.   [2023-02-09]. （原始内容存档于2008-08-19） （英语）. |volume=被忽略 (帮助)
8. ↑   (PDF). digital.la84.org: 237, 242, 244.   [2023-02-09]. （原始内容存档于August 19, 2008） （英语）. |volume=被忽略 (帮助)
9. ↑   (PDF). digital.la84.org: 242.   [2023-02-09]. （原始内容存档于2008-08-19） （英语）. |volume=被忽略 (帮助)
10. ↑  2004 Summer Olympics official report. （页面存档备份，存于） Volume 1. pp. 116-7.
11. ↑  2004 Summer Olympics official report. 的存檔，存档日期2008-08-19. Volume 2. p. 20. (Listed as Zappeio). Accessed 2010年10月3日.
12. ↑  History of the Athens Lawn Tennis Club. 的存檔，存档日期29 September 2010. （英語和希臘語） – accessed 2010年10月3日
13. ↑  Wallechinsky, David and Jaime Loucky (2008). "Swimming (Men): 100-Meter Freestyle". In The Complete Book of the Olympics: 2008 Edition. London: Aurum Press Limited. pp. 897–8.
14. ↑   (PDF). digital.la84.org: 84.   [2023-02-09]. （原始内容存档于May 27, 2008） （英语）. |volume=被忽略 (帮助)
15. ↑   (PDF). digital.la84.org: 86–90,100–102.   [2023-02-09]. （原始内容存档于May 27, 2008） （英语）. |volume=被忽略 (帮助)
16. ↑   (PDF). digital.la84.org: 31–49.   [2023-02-09]. （原始内容存档于May 27, 2008） （英语）.
17. ↑  . digital.la84.org.   [2023-02-09]. （原始内容存档 (PDF)于2008-05-27） （英语）.
18. ↑  Zappeion history. 的存檔，存档日期21 September 2008. – accessed 3 October 2010.